# Nyesaro
Nyesaro är ett vattendrag i Burundi.   Det ligger i provinsen Rutana, i den centrala delen av landet, 90 km sydost om huvudstaden Bujumbura.
Omgivningarna runt Nyesaro är huvudsakligen savann. Runt Nyesaro är det ganska tätbefolkat, med 239 invånare per kvadratkilometer.